# Carsix
Carsix est une ancienne commune française située dans le département de l'Eure, en région Normandie.
Depuis le 1er janvier 2017, Carsix est intégrée dans la commune nouvelle de Nassandres sur Risle.
Ses habitants se nomment les Carsixiens et Carsixiennes.

## Géographie
| Franqueville         | Boisney Aclou                  | Fontaine-la-Soret (comm. nouv. de Nassandres-sur-Risle) |
| Plasnes              | Carsix                         | Fontaine-la-Soret (comm. nouv. de Nassandres-sur-Risle) |
| Saint-Léger-de-Rôtes | Saint-Léger-de-Rôtes Serquigny |                                                         |

## Toponymie
Le nom de la localité est attesté sous les formes Caresis en 1180, Karresis en 1290.

## Politique et administration
| Période                                  | Période  | Identité         | Étiquette | Qualité                    |
| ---------------------------------------- | -------- | ---------------- | --------- | -------------------------- |
| 1965                                     | 1983     | Eugène Pottiez   |           |                            |
| avant 1995                               | 2001     | Jacky Trouvé     | DVD       |                            |
| mars 2001                                | 2008     | Roger Groult     |           |                            |
| mars 2008                                | en cours | André Anthierens | DVG       | Retraité de l'enseignement |
| Les données manquantes sont à compléter. |          |                  |           |                            |

## Démographie
L'évolution du nombre d'habitants est connue à travers les recensements de la population effectués dans la commune depuis 1793. À partir du 1er janvier 2009, les populations légales des communes sont publiées annuellement dans le cadre d'un recensement qui repose désormais sur une collecte d'information annuelle, concernant successivement tous les territoires communaux au cours d'une période de cinq ans. 
Pour les communes de moins de 10 000 habitants, une enquête de recensement portant sur toute la population est réalisée tous les cinq ans, les populations légales des années intermédiaires étant quant à elles estimées par interpolation ou extrapolation. Pour la commune, le premier recensement exhaustif entrant dans le cadre du nouveau dispositif a été réalisé en 2005,.
En 2014, la commune comptait 261 habitants, en évolution de +2,76 % par rapport à 2009 (Eure : +2,66 %, France hors Mayotte : +2,49 %).
| 1793 | 1800 | 1806 | 1821 | 1831 | 1836 | 1841 | 1846 | 1851 |
| ---- | ---- | ---- | ---- | ---- | ---- | ---- | ---- | ---- |
| 611  | 645  | 693  | 692  | 683  | 648  | 643  | 616  | 594  |

| 1856 | 1861 | 1866 | 1872 | 1876 | 1881 | 1886 | 1891 | 1896 |
| ---- | ---- | ---- | ---- | ---- | ---- | ---- | ---- | ---- |
| 558  | 528  | 483  | 443  | 396  | 352  | 351  | 344  | 300  |

| 1901 | 1906 | 1911 | 1921 | 1926 | 1931 | 1936 | 1946 | 1954 |
| ---- | ---- | ---- | ---- | ---- | ---- | ---- | ---- | ---- |
| 257  | 271  | 281  | 225  | 223  | 232  | 224  | 234  | 275  |

| 1962 | 1968 | 1975 | 1982 | 1990 | 1999 | 2005 | 2010 | 2014 |
| ---- | ---- | ---- | ---- | ---- | ---- | ---- | ---- | ---- |
| 252  | 266  | 284  | 290  | 239  | 233  | 227  | 245  | 261  |

## Culture locale et patrimoine

### Lieux et monuments
La commune de Carsix compte plusieurs édifices inscrits à l'inventaire général du patrimoine culturel :
- l'église Saint-Martin (XIIe, XIVe, XVIe et XIXe siècles)[8] ;
- un château du XVIIIe siècle[9]. Le vaste château, en brique et pierre, a été construit pour la famille Du Faÿ en remplacement d'un château féodal détruit[9]. Un portrait de Philippe Du Faÿ daté de 1771 le représentant avec les plans de la chapelle et un compas laisse supposer qu'il a été lui-même le maître-d’œuvre du château[10], qu'il aurait achevé en 1777[11] ;
- un manoir des XVIIIe et XIXe siècles[12] ;
- trois maisons du XVIIIe siècle : deux au lieu-dit Aucourt[13],[14] et une au lieu-dit Tillières[15] ;
- six fermes : quatre du XVIIIe siècle (au lieu-dit la Bretterie[16], au lieu-dit Tillières[17], au lieu-dit les Mollands[18] et au lieu-dit Aucourt[19]), une du XIXe siècle au lieu-dit la Bretterie[20] et une des XVIIIe et XIXe siècles au lieu-dit Boincourt[21].

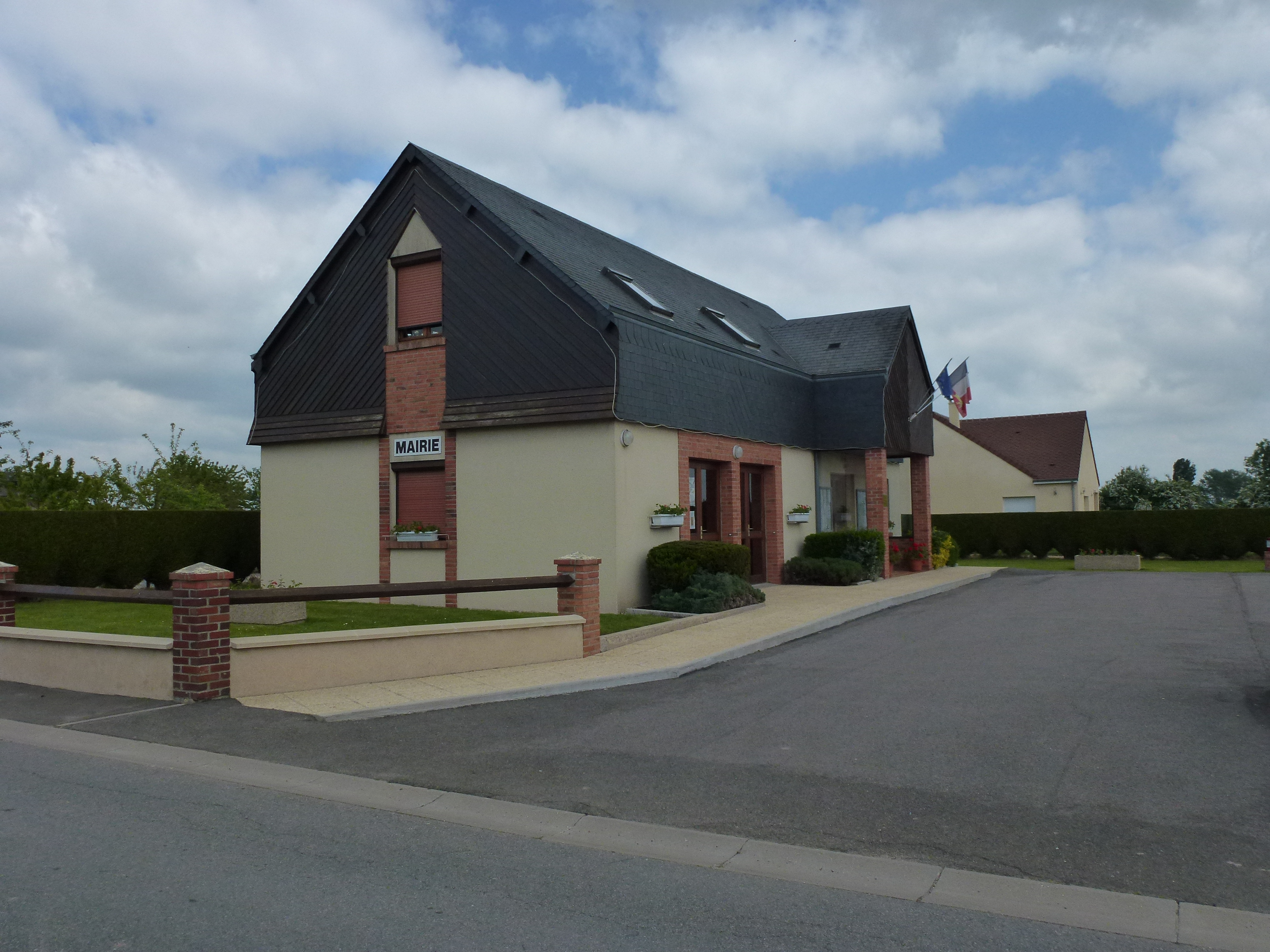
Mairie.
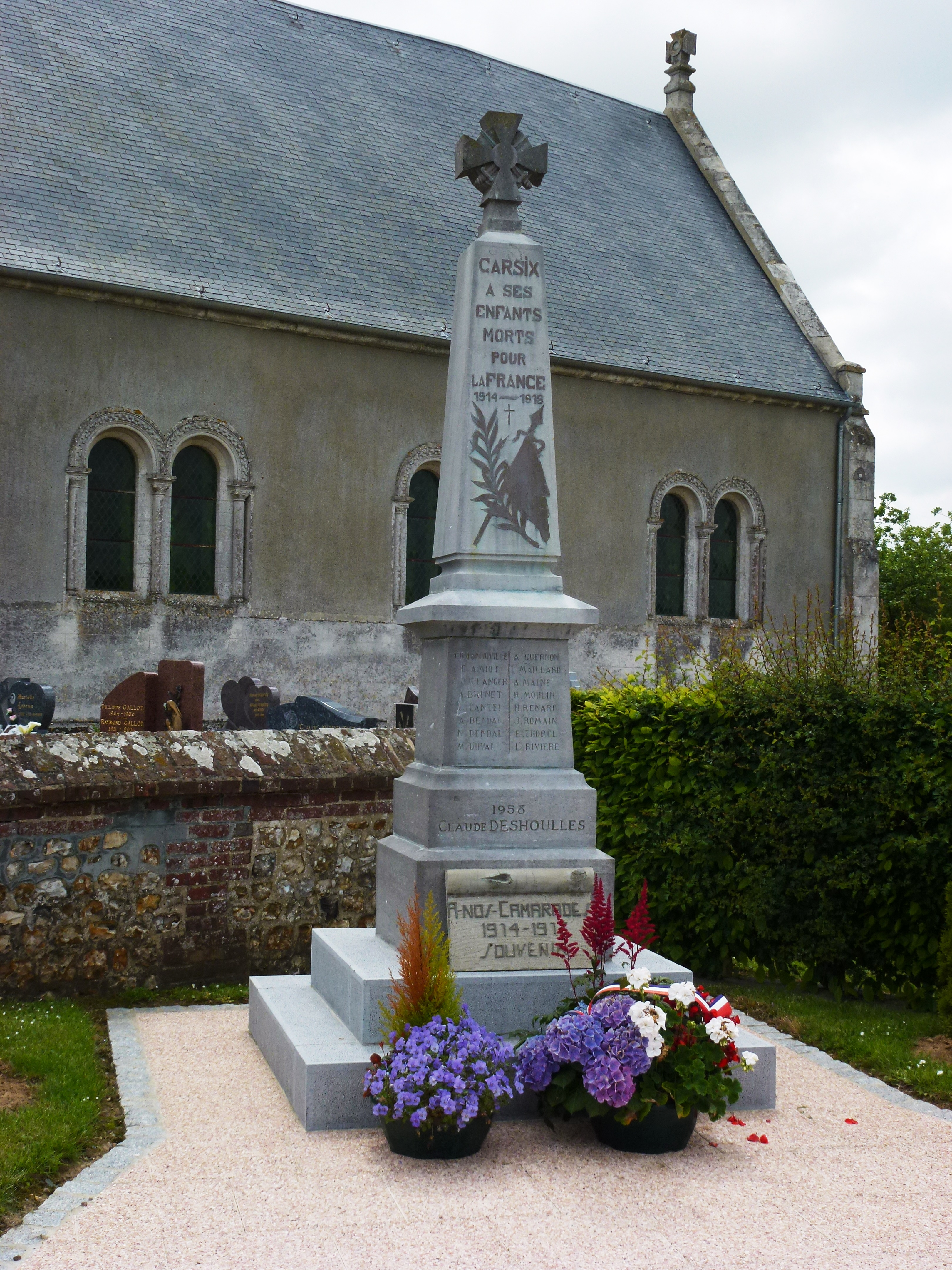
Monument aux morts.
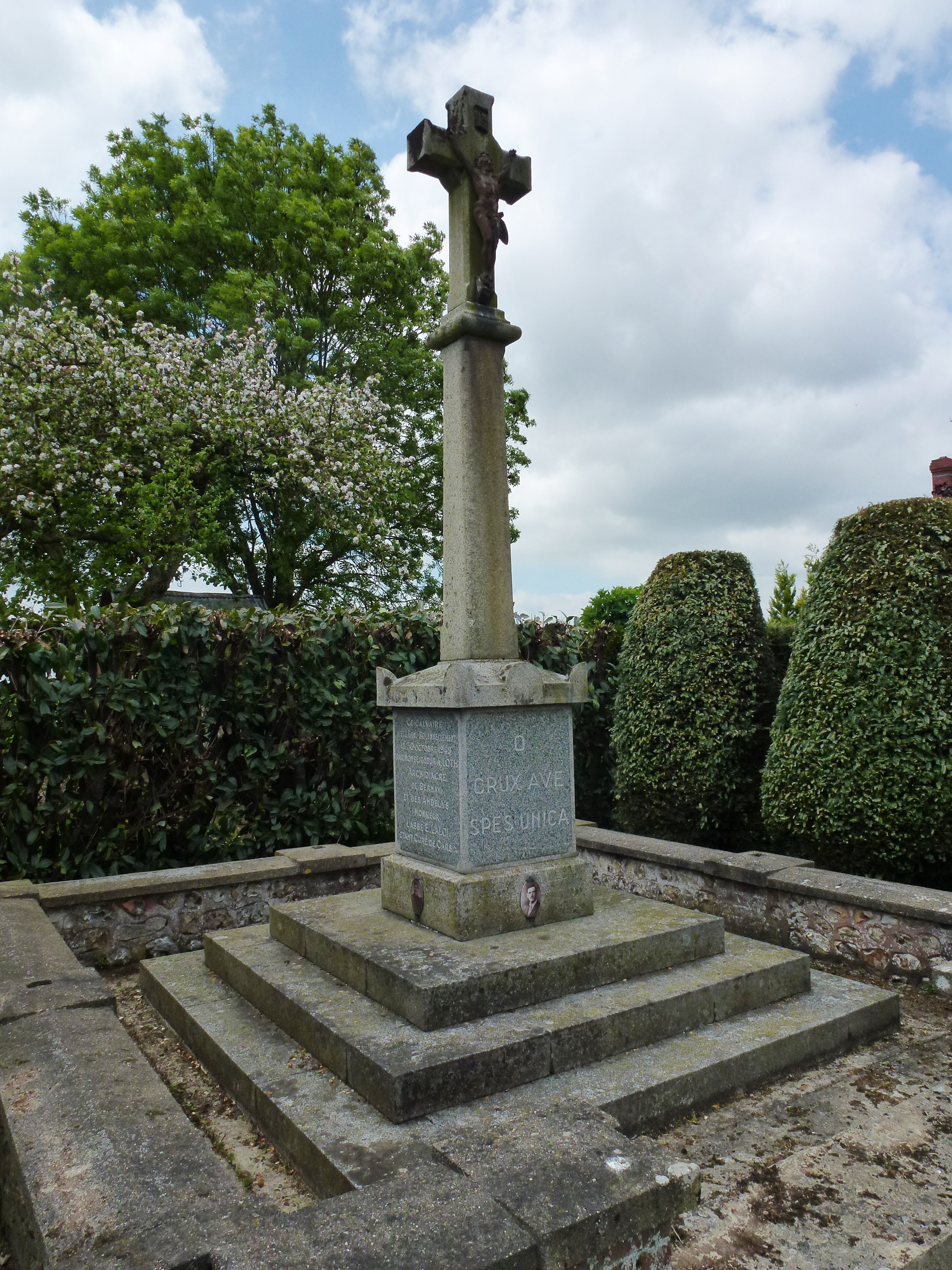
Croix de chemin.
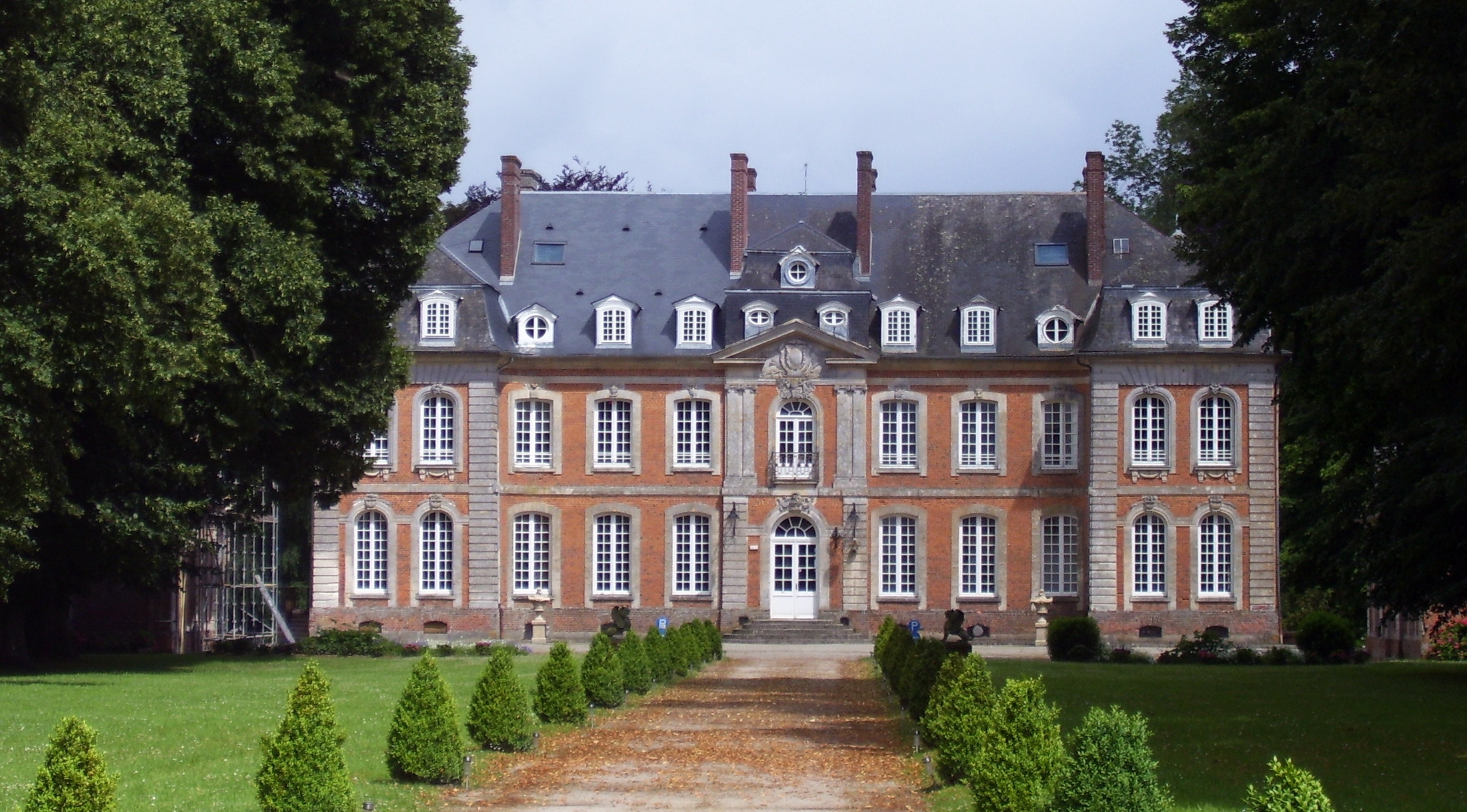
Château du XVIIIe siècle.